# Karl Johan Gabrielsson
Karl Johan (K. J.) Gabrielsson, (Karolus) född den 20 juni 1861 i Fredsbergs socken, död den 31 oktober 1901 i Stockholm, var en svensk diktare, tidningsman och partiman. Han räknas som en av de tidiga proletärförfattarna. 

## Biografi
K. J. Gabrielsson föddes under fattiga förhållanden som son till en rallare. Han växte upp i stor fattigdom och arbetade först som rallare och blev senare stenhuggeriarbetare i Stockholm. Gabrielsson lockades av den unga arbetarrörelsen, blev socialist och skrev för tidningen Social-Demokraten. Han blev 1894 redaktör för partiets nya veckotidning Folkbladet. Han var omvittnat energisk och lärde sig bl.a. flera språk på egen hand.  K. J. Gabrielsson var för många mest känd under signaturen Karolus. Han dog 1901 av lungsot efter en längre tids sjukdom. Karolus' dikter utgavs av partiet 1902.
Första strofen ur dikten Skulle jag glömma, jag?:
| ” | Och skulle jag svika min fana röd och glömma min svurna ed, och glömma all hunger, möda och nöd, som härjar de armes led, och skulle jag tänka: det går ändå om jag stannar hemma jag. O måtte mitt hjärta förtorka då, en sådan förskräcklig dag! | „ |

Han är begravd på Norra begravningsplatsen i Solna kommun, kv 10 B, nr 323. Graven är ovårdad.

## Kuriosa

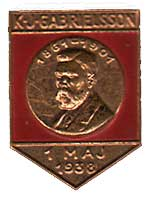

Första majmärket för år 1938 tillägnades K. J. Gabrielsson